# Елисаветградский водопровод
Елисаветгра́дский водопрово́д — водопроводная система, запущенная в городе Елисаветграде (современный Кропивницкий) в 1893 году, которая является предшественницей современных водопроводных коммуникаций этого областного центра Украины.

## История
Известно, что проблематика сооружения водопровода в Елисаветгради была поднята ещё в 1870-е годы.
Однако первое документальное свидетельство планов по строительству водопроводной системы относится к 3 июня 1880 году, когда этот вопрос обсуждался на заседании городской управы. На этом заседании вопрос о целесообразности открытия в городе водопровода был внесен на обсуждение городским головой Александром Пашутиным. В результате, постановили создать комиссию во главе председателя и гласных Г. Я. Близнина, М. Б. Баушартена, И. М. Макеева, священника Парфенова и других, каковой комиссии было выделено около 5 000 рублей для поисков воды и разработки технического проекта водопровода.
Инженер-технолог М. И. Алтухов обязался за 4000 рублей осуществить определение количества и качества воды источников «Озёрной Балки», из колодцев на берегу Ингула, а также нивелирование города в размерах, необходимых для составления проекта городского водопровода в пределах до 30 верст.
Создателям Елисаветградского водопровода пришлось решать немало проблем, в том числе и финансовую: из-за нехватки средств, работы по запуску водопровода отложили до 1891 года.
Наконец, в 1893 году сооружение водопровода было завершено. Общая стоимость его строительства составила 276 462 руб. 68 коп. Дополнительные же расходы по повышению качества воды осуществлялись уже за счет инженера Алтухова. Характеристики запущенного водопровода были следующие: 15 верст и 127,6 саженей длиной, 146 пожарных кранов и 95 дворовых водопроводов по всей длине.
1 апреля 1896 года Елисаветградский водопровод, согласно контракта, перешёл в ведение городского управления. Тогда же городской водопроводной конторой сеть уличных труб была увеличена до 17 верст 20 саженей, количество пожарных кранов — до 167, а дворовых водопроводов — до 160.